# 3 (The Purple Album)
 For alternative betydninger, se 3 (flertydig). (Se også artikler, som begynder med 3)
3 (The Purple Album) er det tredje studiealbum af den danske soul-popgruppe Lukas Graham. Det udkom den 26. oktober 2018 på Copenhagen Records. 
Albummet bærer samme coverbillede som debutalbummet i 2012 og gruppens andet album i 2015, nu blot i pinke toner. Coverbilledet forestiller Lars Helwegs maleri "Damen med flaskerne". Bandet planlægger en turné i forlængelse med albummets udgivelse i 2019. Albummet debuterede som nr 1 i Danmark, mens singlen "Love Someone" blev i toppen i otte uger. Singlen "Not a Damn Thing Changed" blev nr 2.

## Spor
| 1.  | "Not A Damn Thing Changed"                  | Lukas Forchammer, Stefan Forrest, Morten Ristorp, Morten Pilegaard                           | Future Animals, Pilo                       | 3:14 |
| 2.  | "Lullaby"                                   | Forchammer, Forrest, Ristorp, Ross Golan, Pilegaard                                          | Future Animals, Pilo                       | 3:12 |
| 3.  | "You're Not The Only One (Redemption Song)" | Forchammer, Forrest, Ristorp, Pilegaard                                                      | Future Animals, Pilo                       | 3:04 |
| 4.  | "Love Someone"                              | Forchammer, Rasmus Hedegaard, Christian Bach Worsøe, Pilegaard, Ristorp, Forrest             | Hedegaard, Future Animals, Pilo, Worsøe[a] | 3:25 |
| 5.  | "Promise"                                   | Forchammer, Forrest, Magnus "Magnum" Larsson, Ristorp, Pilegaard, Christopher Steven Brown   | Future Animals, Pilo, Brody Brown[b]       | 3:14 |
| 6.  | "Stick Around" (Interlude)                  | Forchammer, Forrest, Ristorp, David Greenbaum, Pilegaard                                     | Greenbaum                                  | 3:13 |
| 7.  | "Unhappy"                                   | Forchammer, Forrest, Ristorp, Brandon O'Bryant Beal, Pilegaard                               | Future Animals, Pilo                       | 3:16 |
| 8.  | "Everything That Isn't Me"                  | Forchammer, Forrest, Ristorp, Golan, Pilegaard, Brown                                        | Future Animals, Pilo, Brown[b]             | 3:18 |
| 9.  | "Hold My Hand"                              | Forchammer, Ristorp, Jim Duguid, Pilegaard                                                   | Future Animals, Pilo                       | 3:48 |
| 10. | "Say Yes (Church Ballad)"                   | Forchammer, Forrest, Ristorp, Mark "Lovestick" Falgren, Beal, Sebastian Fogh, Larsson, Brown | Future Animals, Pilo, Brown[b]             | 3:34 |